# BAシティフライヤー
BAシティフライヤー (BA CityFlyer) はブリティッシュ・エアウェイズ傘下の地方航空会社。エディンバラを本拠としているが、ロンドンシティ空港をハブ空港とする。

## 概要
1991年3月にAir Europe Expressが親会社のILG（International Leisure Group）の方針により解散させられた際、Air Europe Expressの経営陣が、同年5月から同社の機材ショート 360と乗組員によって運航を再開させたEuroworld AirwaysがBAシティフライヤーの母体である。

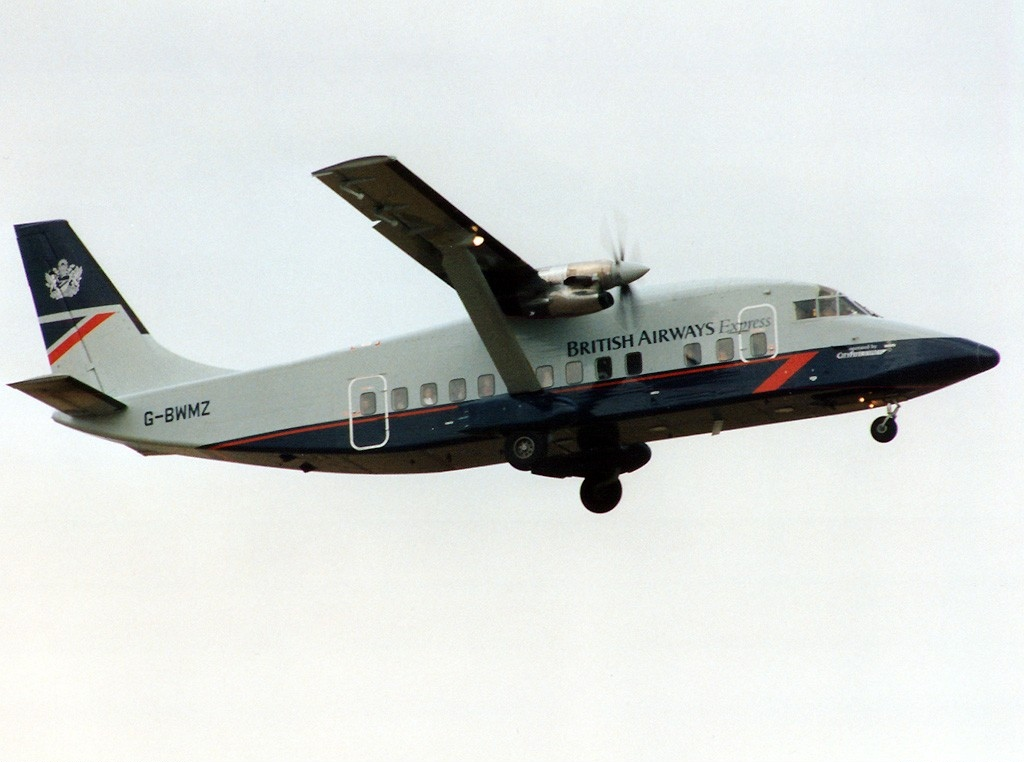
シティーフライヤー・エクスプレスのショート 360

当初からブリティッシュ・エアウェイズとのコードシェア運航を行い、1992年には社名をシティーフライヤー・エクスプレス（CityFlyer Express）と変更する。1993年にはブリティッシュ・エアウェイズのフランチャイズを受けて、当時のATR 42型機などが全てブリティッシュ・エアウェイズの塗装となり、1997年にはBAe 146型機を導入してジェット機の運航を開始、ロンドン・ガトウィック空港をハブ空港とするブリティッシュ・エアウェイズの地方路線運航会社であった。
2006年2月1日、BAコネクトに吸収合併されるが、2007年3月ブリティッシュ・エアウェイズがBAコネクトの路線の大部分をFlybeに譲渡した際、ロンドン・シティ空港発着路線はFlybeに譲渡せず、この路線を運航する路線として現在のBA CityFlyerと言う名称で復活した。

## 就航都市
国内線
- ロンドン （シティ及びスタンステッド空港）
- エディンバラ
- グラスゴー

国際線
- アムステルダム
- イビザ
- グラナダ
- チューリッヒ
- ニース
- フランクフルト
- マラガ

## 保有機材

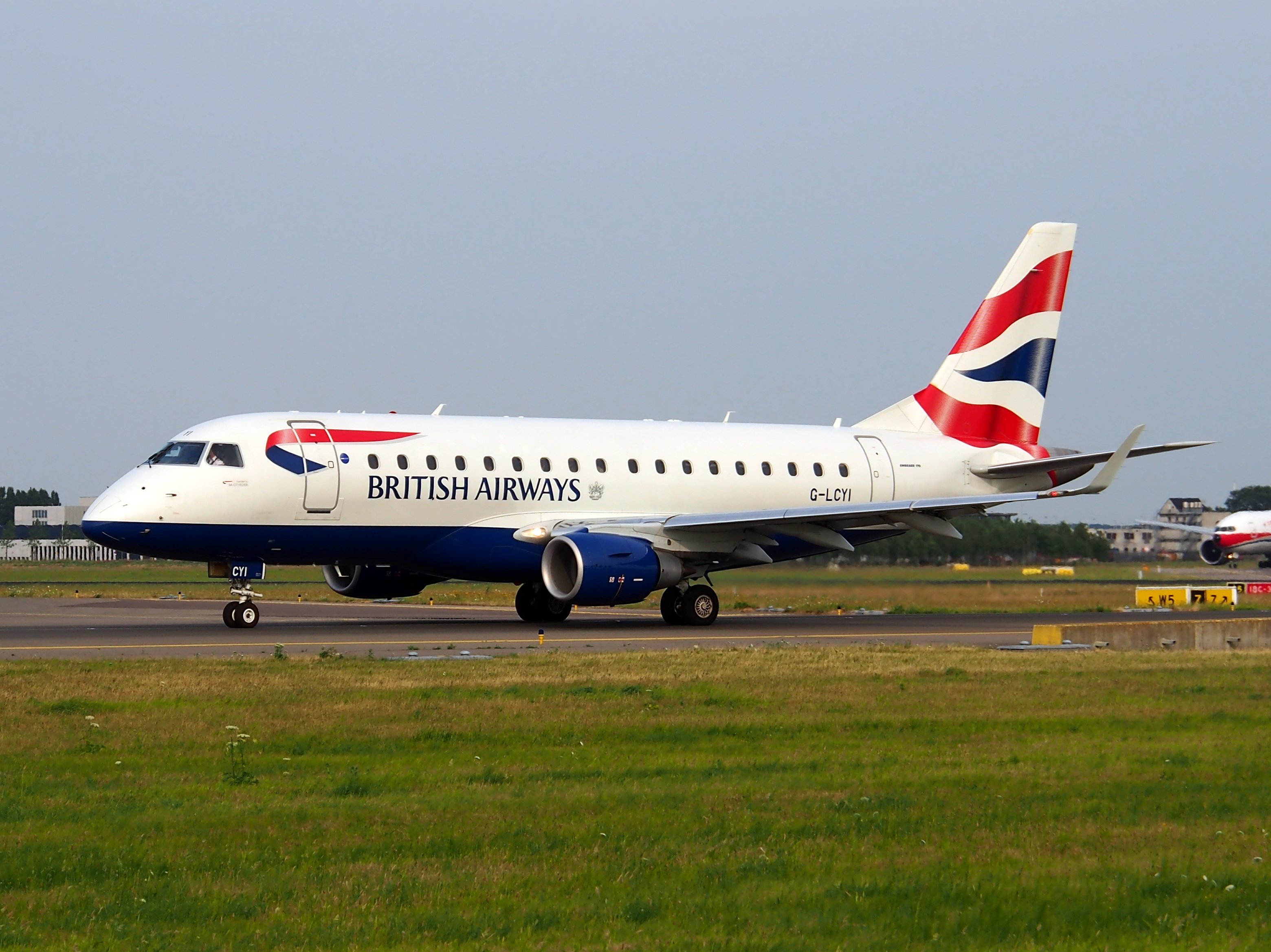
エンブラエル170

現在の保有機材
| 機種            | 保有数 | 座席数 |
| --------------- | ------ | ------ |
| エンブラエル190 | 20     | 106    |

退役済の過去機材
| 機種名          | 保有数 | 座席数 | 導入期間  |
| --------------- | ------ | ------ | --------- |
| BAe146-200      | 2      | 87     | 2008      |
| AVRO RJ100      | 10     | 110    | 2007-2010 |
| AVRO RJ85       | 2      | 87     | 2008-2010 |
| エンブラエル170 | 6      | 76     | 2009-2021 |
| サーブ2000      | 3      | 50     | 2012-2018 |

## 註
1. 1 2  “Please refresh this page | Planespotters.net”. www.planespotters.net. 2025年4月18日閲覧。
2. ↑  https://www.britishairways.com/ja-jp/information/about-ba/fleet-facts